# دانیدو
دانیدو (به انگلیسی: Dunedoo) یک شهرک در استرالیا است که در نیو ساوت ولز واقع شده‌است.

## آب و هوا
آب و هوای دانیدو در پایان خشک‌تر از آب و هوای نیمه گرمسیری مرطوب ( CFA ) است.
| داده‌های اقلیم دانیدو    | داده‌های اقلیم دانیدو | داده‌های اقلیم دانیدو | داده‌های اقلیم دانیدو | داده‌های اقلیم دانیدو | داده‌های اقلیم دانیدو | داده‌های اقلیم دانیدو | داده‌های اقلیم دانیدو | داده‌های اقلیم دانیدو | داده‌های اقلیم دانیدو | داده‌های اقلیم دانیدو | داده‌های اقلیم دانیدو | داده‌های اقلیم دانیدو | داده‌های اقلیم دانیدو |
| ماه                     | ژانویه               | فوریه                | مارس                 | آوریل                | مه                   | ژوئن                 | ژوئیه                | اوت                  | سپتامبر              | اکتبر                | نوامبر               | دسامبر               | سال                  |
| ----------------------- | -------------------- | -------------------- | -------------------- | -------------------- | -------------------- | -------------------- | -------------------- | -------------------- | -------------------- | -------------------- | -------------------- | -------------------- | -------------------- |
| سابقهٔ بیش‌ترین °C (°F)   | ۴۳٫۴ (۱۱۰)           | ۴۳٫۱ (۱۱۰)           | ۳۹٫۲ (۱۰۳)           | ۳۴٫۱ (۹۳)            | ۲۸٫۶ (۸۳)            | ۲۴٫۵ (۷۶)            | ۲۴٫۰ (۷۵)            | ۲۸٫۵ (۸۳)            | ۳۴٫۲ (۹۴)            | ۳۶٫۷ (۹۸)            | ۴۳٫۰ (۱۰۹)           | ۴۱٫۷ (۱۰۷)           | ۴۳٫۴ (۱۱۰)           |
| میانگین بیش‌ترین °C (°F) | ۳۱٫۹ (۸۹)            | ۳۰٫۸ (۸۷)            | ۲۸٫۳ (۸۳)            | ۲۴٫۲ (۷۶)            | ۱۹٫۵ (۶۷)            | ۱۶٫۰ (۶۱)            | ۱۵٫۳ (۶۰)            | ۱۷٫۱ (۶۳)            | ۲۰٫۶ (۶۹)            | ۲۴٫۲ (۷۶)            | ۲۷٫۶ (۸۲)            | ۳۰٫۸ (۸۷)            | ۲۳٫۹ (۷۵)            |
| میانگین کم‌ترین °C (°F)  | ۱۶٫۹ (۶۲)            | ۱۷٫۲ (۶۳)            | ۱۴٫۳ (۵۸)            | ۹٫۷ (۴۹)             | ۶٫۲ (۴۳)             | ۳٫۶ (۳۸)             | ۲٫۰ (۳۶)             | ۳٫۰ (۳۷)             | ۵٫۸ (۴۲)             | ۹٫۱ (۴۸)             | ۱۲٫۳ (۵۴)            | ۱۵٫۰ (۵۹)            | ۹٫۶ (۴۹)             |
| سابقهٔ کم‌ترین °C (°F)    | ۵٫۲ (۴۱)             | ۷٫۰ (۴۵)             | ۱٫۱ (۳۴)             | −۲٫۲ (۲۸)            | −۵٫۱ (۲۳)            | −۶٫۷ (۲۰)            | −۸٫۳ (۱۷)            | −۶٫۷ (۲۰)            | −۳٫۳ (۲۶)            | −۱٫۷ (۲۹)            | ۱٫۰ (۳۴)             | ۳٫۸ (۳۹)             | −۸٫۳ (۱۷)            |
| بارندگی میلی‌متر (اینچ)  | ۶۹٫۶ (۲٫۷۴)          | ۶۴٫۳ (۲٫۵۳)          | ۵۲٫۶ (۲٫۰۷)          | ۴۱٫۵ (۱٫۶۳)          | ۴۴٫۴ (۱٫۷۵)          | ۴۴٫۵ (۱٫۷۵)          | ۴۶٫۹ (۱٫۸۵)          | ۴۰٫۸ (۱٫۶۱)          | ۴۲٫۵ (۱٫۶۷)          | ۵۲٫۶ (۲٫۰۷)          | ۵۴٫۷ (۲٫۱۵)          | ۶۲٫۷ (۲٫۴۷)          | ۶۱۷٫۲ (۲۴٫۳)         |
| میانگین روزهای بارندگی  | ۶٫۲                  | ۵٫۷                  | ۵٫۰                  | ۴٫۶                  | ۶٫۳                  | ۷٫۳                  | ۷٫۹                  | ۷٫۲                  | ۶٫۷                  | ۷٫۰                  | ۶٫۷                  | ۶٫۶                  | ۷۷٫۲                 |
| منبع:                   |                      |                      |                      |                      |                      |                      |                      |                      |                      |                      |                      |                      |                      |